# 卡爾達申卡
46°33′28″N 32°36′51″E / 46.55778°N 32.61417°E
卡爾達申卡（烏克蘭語：Кардашинка）是位於烏克蘭南部的村莊，由赫爾松州斯卡多夫斯克區的霍拉普里斯坦市鎮負責管轄。該村始建於1785年，面積5.62平方公里，海拔高度1米，2001年人口1,303，人口密度每平方公里231.8人。